# Janusz Wichowski
Janusz Wichowski, né le 6 octobre 1935 à Chełm, en Pologne et décédé le 31 janvier 2013, à Valenciennes, en France, est un ancien joueur polonais de basket-ball.

## Palmarès
- Finaliste du championnat d'Europe 1963
- 3e du championnat d'Europe 1965